# Walter Koch (Autor)
Walter Koch (* 14. April 1955 in Straubing) ist ein deutscher Bankkaufmann, Historiker und Firmenarchivar. In seiner Dissertation und in weiteren Forschungsarbeiten beschäftigte er sich mit Friedrich Wilhelm Raiffeisen.

## Leben
Walter Koch studierte an den Universitäten Augsburg und Würzburg Soziologie, Germanistik und Geschichtswissenschaften. Während des Studiums arbeitete er in den Semesterferien bei der Raiffeisenbank Fürstenfeldbruck und später bei der Raiffeisenbank Schwandorf-Nittenau. Zu der Zeit war es sein Berufsziel Lehrer zu werden.
Nach dem Studium hatte er eine Dissertation über Gottfried Benn und Arnold Gehlen geplant. Sein Doktorvater Lothar Bossle zeigte ihm 1980 31 Briefe von Friedrich Wilhelm Raiffeisen und regte an, dass er über diese schreiben solle, was Koch dann auch zusagte. Während der Arbeit an der Promotion begann er, da die Berufschancen für Lehrer damals eher schlecht waren, eine Ausbildung zum Bankkaufmann bei der Raiffeisenbank Schwandorf. Die Disputation seiner Schrift „Der Genossenschaftsgedanke F. W. Raiffeisens als Kooperationsmodell in der modernen Industriegesellschaft“ erfolgte durch die gleichzeitige Berufstätigkeit erst 1991. Er wurde damit zum „Doktor der Philosophie“ promoviert.
Schon während dieser Zeit hatte er, meist im von ihm gegründeten Eigenverlag „Verlag Walter Koch“, später „Verlag Dr. Walter Koch“, Quelleneditionen und Schriften zu Friedrich Wilhelm Raiffeisen, dessen Familie und das Genossenschaftswesen veröffentlicht. Dazu kommen Veröffentlichungen in einigen Sammelbänden.
Ab 2000 war er bei der Volksbank Raiffeisenbank Dachau als Firmenarchivar tätig. Nachdem sich das Material durch zwei Fusionen mit weiteren Banken stark vermehrt hatte, bekam er dazu ab 2004 eine Hilfskraft. 2005 kam vom Vorstand der Bank der Vorschlag, beim für das Archiv vorgesehenen ehemaligen Tresorraum ein Bankmuseum einzurichten. Mit der Konzeption und Umsetzung dieser Idee war von 2007 bis 2009 Walter Koch mit seiner Assistentin beauftragt. Nach Umbauarbeiten wurde das Museum ab 2007 von ihm eingerichtet. Im Frühjahr 2009 wurde das erste genossenschaftliche Bankmuseum dann eröffnet. 2014 wurde das Symposion „Genossenschaften in der Region“ vom Historischen Verein bayerischer Genossenschaften in Dachau veranstaltet, wo Koch das Museum vorstellte und einen Vortrag hielt.
Walter Koch wird als einer der deutschsprachigen Kenner von Raiffeisen, an dem man kaum vorbeikomme wenn man sich mit diesem beschäftige, bezeichnet sowie als Forscher auch im Ausland anerkannt. Zum Themenschwerpunkt „Friedrich W. Raiffeisen“ von Radiowissen im Bayerischen Rundfunk am 7. Mai 2012 war Koch der interviewte Experte.

## Publikationen
- Der Genossenschaftsgedanke F. W. Raiffeisens als Kooperationsmodell in der modernen Industriegesellschaft.  Creator, Paderborn/Würzburg 1991, ISBN 3-89247-049-9.
- Friedrich Wilhelm Raiffeisen. Landeszentrale für Politische Bildung Rheinland-Pfalz, Mainz 2002 (online als pdf)[8]
- Und sie konnten nicht zueinander kommen: das Verhältnis zwischen Hermann Schulze-Delitzsch und Friedrich Wilhelm Raiffeisen, Förderverein Hermann Schulze-Delitzsch und Gedenkstätte des Deutschen Genossenschaftswesens, 2000[9]
- Neue Erkenntnisse zum Leben von F. W. Raiffeisen in Otmar Hesse, Albert Pauly: evangelischer Informationsdienst (Beiheft 3), Altenkirchen, 1987.
- Ursachen für das Auftreten Raiffeisens im vorigen Jahrhundert in Lothar Bossle (Hrsg.): Die Zukunft der Genossenschaften im 21. Jahrhundert: Zur Erinnerung an Friedrich W. Raiffeisen und Georg Heim, Creator, 1989
- Der Anteil der Genossenschaftserziehung an der deutschen Kulturstaatlichkeit in Lothar Bossle (Hrsg.): Deutschland als Kulturstaat, Paderborn, 1993
- Die Bedeutung der Unternehmenskultur im Rahmen von Strategieprozessen in Genossenschaftsbanken in Harald Müller (Hrsg.): Hoffnung und Verantwortung in unserer Zeit, Festschrift für Lothar Bossle zum 65. Geburtstag, Paderborn, 1994
- Friedrich Wilhelm Raiffeisen in Institut für Genossenschaftswesen an der Humboldt-Universität zu Berlin (Hrsg.): Berliner Beiträge zum Genossenschaftswesen – Auf den Spuren des Genossenschaftsgedankens, Heft 20, Berlin, 1994
- Amalie Raiffeisen – Ein Leben für die Raiffeisenbewegung in Frauenbüro Neuwied (Hrsg.): Auf der Suche nach der verschütteten Geschichte bedeutender Frauen in und um Neuwied (Teil 2), neuwied, 1995
- Der Freiheitsgedanke in den Raiffeisengenossenschaften in Lothar Bossle: Pforten zur Freiheit, Festschrift für Alexander Böker zum 85. Geburtstag, Paderborn, 1997
- Raiffeisens Genossenschaftsidee in der heutigen Industriegesellschaft in Hotel Alte Vogtei (Hrsb.): Friedrich Wilhelm Raiffeisen (1818–1888) woher-wohin, Hamm/Sieg, 1997
- Die Entwicklung des Genossenschaftsgedankens bei Dr.h.c. Hermann Schulze-Delitzsch und Friedrich Wilhelm Raiffeisen, in Historischer Verein bayerischer Genossenschaften e.V., München (Hrsg.): Schriftenreihe zur Genossenschaftsgeschichte – Die Anfänge der modernen Genossenschaftsbewegung in Bayern, Österreich und Südtirol (Band 1), München 1998
- Das Tagebuch – Ein Kurzroman aus dem Leben von F.W. Raiffeisen in Volkshochschule Neuwied (Hrsg.): Neuwieder Menschen-Bilder, Neuwied, 1998
- F. W. Raiffeisen – Briefe : 1875–1883, Österreichischer Agrarverlag Wien, 1986[10]
- Schulze-Delitzsch und Raiffeisen in Förderverein Hermann Schulze-Delitzsch und Gedenkstätte des deutschen Genossenschaftswesens e.V. (Hrsg.): Hermann Schulze-Delitzsch. Weg – Werk – Wirkung, Wiesbaden, 2008 (online; Rezension)
- mit Bärbel Schäfer: Chronik der Volksbank Raiffeisenbank Dachau eG – 1913–2013, Verlagsanstalt „Bayerland“ GmbH, Dachau, 2013[11]